# Samba
，是種用來讓UNIX系列的作業系統與微軟Windows作業系統的SMB/CIFS（Server Message Block/Common Internet File System）網路協定做連結的自由軟體。第三版不僅可存取及分享SMB的資料夾及印表機，本身還可以整合入Windows Server的網域，扮演為網域控制站（Domain Controller）以及加入Active Directory成員。簡而言之，此軟體在Windows與UNIX系列操作系统之間搭起一座橋樑，讓兩者的資源可互通有無。

## 歷史
安德魯·垂鳩（Andrew Tridgell）於1992年在澳洲國立大學（ANU）開發了第一版的Samba Unix軟件。

## 功能
Samba是許多服務以及協議的實現，其包括TCP/IP上的NetBIOS（NBT）、SMB、CIFS（SMB的增強版本）、DCE/RPC或者更具體來說MSRPC（網路芳鄰協議套件）、一種WINS伺服器（也被稱作NetBIOS Name Server（NBNS））、NT域協議套件（包括NT Domain Logons、Secure Accounts Manager（SAM）數據庫、Local Security Authority（LSA）服務、NT-style打印服務（SPOOLSS）、NTLM以及近來出現的包括一種改進的Kerberos協議與改進的輕型目錄訪問協議（LDAP）在內的Active Directory Logon服務）。以上這些服務以及協議經常被錯誤地歸類為NetBIOS或者SMB。Samba也能夠用於共享打印機。
Samba能夠為選定的Unix目錄（包括所有子目錄）建立網絡共享。該功能使得Windows用戶可以像訪問普通Windows下的文件夾那樣來通過網絡訪問這些Unix目錄。

## 相關軟件
- Samba TNG Samba的一個分支，其在NT域服務關鍵部分的結構及實現具有明顯的不同。
- LinNeighborhood
- LDAP Account Manager
- Kerberos protocol
- Smb4K SMB/CIFS Share Browser for KDE。
- Smbldap-Tools用戶／群管理工具

## 外部連結
- Samba官方網站（页面存档备份，存于）
- 10 years of Samba!（页面存档备份，存于）
- Samba是怎樣編寫的（页面存档备份，存于）
- Samba "how to" and Samba Optimization and Speed Tuning
- Using Samba 2nd ed.，book licensed under the GFDL
- Samba-3 by Example（页面存档备份，存于），book licensed under the OPL
- Setting up Samba Samba教程
- File and Printer sharing在Suse Linux上使用Samba
- Configuring Windows Vista to map drives to Samba Shares
- A history of Samba, written in 1994（页面存档备份，存于），作者Andrew Tridgell
- Samba 4 - Active Directory（页面存档备份，存于），作者Andrew Bartlett
- SSH Tunneling Samba on Windows（页面存档备份，存于）
- 一個Samba伺服器的加密解決方案（页面存档备份，存于）
- #samba[永久] on freenode